# Mîkolaiivka, Berîslav
Mîkolaiivka (în ucraineană Миколаївка) este un sat în comuna Odradokameanka din raionul Berîslav, regiunea Herson, Ucraina.

## Demografie
Componența lingvistică a localității Mîkolaiivka
     Ucraineană (85,2%)
     Rusă (14,57%)
     Alte limbi (0,12%)
Conform recensământului din 2001, majoritatea populației localității Mîkolaiivka era vorbitoare de ucraineană (85,2%), existând în minoritate și vorbitori de rusă (14,57%).